# Ariomma parini
Ariomma parini är en fiskart som beskrevs av Piotrovsky, 1987. Ariomma parini ingår i släktet Ariomma och familjen Ariommatidae. Inga underarter finns listade i Catalogue of Life.